# Église évangélique arménienne
L'Église évangélique arménienne (en arménien Հայ Աւետարանական Եկեղեցի) est une association chrétienne évangélique internationale d'églises, née de l'activité de missionnaires évangéliques dans la communauté arménienne dans l'Empire ottoman à partir du XIXe siècle.

## Histoire
La première Église évangélique arménienne fut fondée à Pera (près de Constantinople) le 1er juillet 1846. En 1850, l'Empire ottoman reconnut la communauté des Arméniens évangéliques comme millet. Selon un recensement de la confession publié en 2000, elle aurait entre 50,000 et 70,000 de membres baptisés dans le monde.

## Organisation
Les Églises évangéliques arméniennes sont réunies dans plusieurs unions régionales :
- Union des Églises évangéliques d'Arménie
- Union des Églises évangéliques arméniennes de France
- Union des Églises évangéliques arméniennes d'Amérique du Nord
- Union des Églises évangéliques arméniennes du Proche-Orient
- Union des Églises évangéliques arméniennes d'Eurasie